# دانشنامه ایرانیکا
دانشنامهٔ ایرانیکا (به انگلیسی: Encyclopædia Iranica) یک پروژهٔ گروهیِ بین‌المللی و بزرگ‌ترین و جامع‌ترین پروژهٔ ایران‌شناختی است که توسط دانشگاه کلمبیا منتشر می‌شود. از آغاز فعالیت این دانشنامه احسان یارشاطر سردبیر این دانشنامه بود. از ابتدای سال ۲۰۱۷ میلادی، التون دانیل به جای او منصوب شد و پس از او از نوامبر ۲۰۲۴ تورج دریایی سرویراستار ایرانیکا است. شورای ویراستاران متشکل از ۳۸ پژوهشگر برجستهٔ بین‌المللی از دانشگاه‌ها و مراکز علمی مختلف است که در زمینهٔ خاصی از مطالعات ایرانی صاحب‌نظر هستند. وظیفهٔ آن‌ها کمک به سردبیر برای انتخاب عنوان مدخل‌ها، گزینش نویسندگان هر مدخل و تهیهٔ اصول کلی برای نوشتن مدخل‌ها در زمینهٔ مورد تخصص آنها است.
این دانشنامه به بررسی تاریخ و تمدن ایران در خاورمیانه، قفقاز، آسیای مرکزی و شبه‌قارهٔ هند می‌پردازد و همهٔ جنبه‌های تاریخ و فرهنگ ایران از جمله ادبیات و زبان‌های ایرانی را پوشش می‌دهد. بنیاد دانشنامهٔ ایرانیکا در سال ۱۹۹۰ با هدف تضمین استقلال فکری دانشنامهٔ ایرانیکا و همچنین اطمینان انتشار مداوم آن در نسخه‌های دیجیتال و چاپی تأسیس شد.

## پیشینه
هنگامی که ویرایش دوم دانشنامهٔ اسلام منتشر شد، احسان یارشاطر از برنارد لوئیس (یکی از ویراستاران ویرایش دوم دانشنامهٔ اسلام) پرسیده بود که چرا مدخل‌های دانشنامهٔ اسلام در رابطه با ایران (مثل مدخل احمدشاه قاجار) این قدر کم محتوا است؟ و لوئیس پاسخ داد که با نظر یارشاطر موافق بوده و علت آن‌ها مخالفت با ایران‌شناسی نیست. بلکه کمبود پژوهشگر در زمینهٔ موضوعات ایران‌شناسی است. یارشاطر می‌گوید به همین خاطر ایدهٔ نوشتن دانشنامه‌ای برای خود ایرانی‌ها به ذهنش خطور کرد تا مطالبی که برای خود ایرانی‌ها مهم است، در این دانشنامه ثبت شود.
یارشاطر در سال ۱۹۶۹ میلادی کوشید تا دانشنامهٔ اسلام به زبان فارسی ترجمه شود. از آنجا که پرداختن به موضوعات مختلف مربوط به ایران در دانشنامهٔ اسلام ناکافی تلقی می‌شد، ترجمهٔ پیشنهادی قرار بود شامل مقالات جدید تکمیلی برای جبران این کاستی‌ها (تا حدودی به سبک دانشنامهٔ تُرک اسلام) باشد. ولی به‌دلیل آنکه در مورد بسیاری از موضوعات مربوط به ایران، اطلاعات این دانشنامه را ناکافی می‌دانست، در سال ۱۹۷۵ میلادی دانشنامه‌ای جدید را که ترجمه‌ای از دانشنامهٔ اسلام به‌همراه مدخل‌هایی تألیفی بود با نام دانشنامهٔ ایران و اسلام منتشر کرد که فعالیت آن تا جلد دهم ادامه یافت. ولی با پیروزی انقلاب ۱۳۵۷ ادامهٔ کار متوقف و آخرین جلد آن در سال ۱۹۸۰ میلادی منتشر شد.
یارشاطر پیش‌تر در سال ۱۹۷۲ میلادی تصمیم گرفته‌بود تا دانشنامه‌ای دربارهٔ ایران و به زبان انگلیسی منتشر کند و به همین منظور با اختصاص ۲ میلیون دلار بودجه توسط امیرعباس هویدا، نخست‌وزیر وقت ایران، کار دانشنامه را آغاز کرد. او این دانشنامه را دانشنامهٔ ایرانیکا نام نهاد که پس از انقلاب، ادامهٔ تدوین آن در ایالات متحده آمریکا دنبال شد.
اثر جدید، دانشنامهٔ ایرانیکا کاملاً از دانشنامهٔ اسلام متمایز بود. زیرا کاملاً از مقالات جدید تشکیل می‌شد. انقلاب ۱۳۵۷ عملاً به دانشنامه پایان داد، اگرچه در سال ۱۹۹۲ با شکلی کاملاً متفاوت انتشار آن از سر گرفته شد. با این حال، یارشاطر توانست ترتیبات دیگری اتخاذ کند تا پروژهٔ موازی دانشنامهٔ ایرانیکا را ادامه دهد. نخستین جزوه در سال ۱۹۸۲ و اولین جلد صحافی‌شده در سال ۱۹۸۵، با سردبیری یارشاطر و با کمک یک هیئت تحریریه و یک هیئت مشورتی منتشر شد. تا اوت ۲۰۲۰، ۱۶ جلد صحافی‌شده و تقریباً ۹۰۰۰ مقاله به صورت چاپی و آنلاین منتشر شده است. چهار جلد اول توسط انتشارات روتلج و جلدهای پنج، شش و هفت توسط انتشارات مزدا، جلدهای هشت، نه و ده توسط انتشارات کتابخانهٔ پرسیکا و جلدهای یازده تا شانزده توسط بنیاد دانشنامهٔ ایرانیکا منتشر شده‌اند.

## اهداف
هدف و اصول دانشنامهٔ ایرانیکا به‌طور مختصر در مقدمه توسط سردبیر، احسان یارشاطر (جلد اول، صفحات ۱–۳) بیان شده است: «دانشنامهٔ ایرانیکا به عنوان ابزاری پژوهشی طراحی شده است که به نیازهای محققان، متخصصان و دانشجویان در مطالعات ایرانی و زمینه‌های مرتبط پاسخ می‌دهد. هدف آن پر کردن شکاف مهمی در محدودهٔ منابع مرجع موجود است که به تاریخ و فرهنگ خاورمیانه می‌پردازند». برای رسیدن به این هدف، دانشنامهٔ ایرانیکا قصد دارد مقالات علمی مرتبط با «فرهنگ ایرانی و تأثیرات متقابل بین ایران و همسایگانش» را در دوره‌ای که «از دوران پیش از تاریخ تا به امروز» امتداد دارد، در بر بگیرد.

## محتوا
از نظر محتوا دانشنامهٔ ایرانیکا به وضوح کاری بسیار بیشتر از صرفاً جبران بی‌توجهی دانشنامهٔ اسلام به ایران پیش از اسلام و نارسایی‌های آن در پوشش ایران اسلامی و تشیع انجام داده است. در حالی که دانشنامهٔ اسلام با تعریف گسترده‌ای از آنچه باید شامل شود آغاز کرد اما آن را نسبتاً محدود، به‌ویژه در جلدهای اولیه ویرایش جدید اجرا کرد. دانشنامهٔ ایرانیکا آنچه می‌توانست یک دیدگاه بسیار محدود باشد را در نظر گرفت و آن را کاملاً گسترده اجرا کرد. این شامل نه تنها موضوعات مربوط به فلات ایران، بلکه منطقه بسیار بزرگتری است که تحت تأثیر فرهنگ‌های ترک و ایرانی و هندوایرانی قرار گرفته است. انواع مقالات موجود بسیار متنوع هستند. بسیاری برای طیف وسیعی از خوانندگان عمومی جالب خواهد بود. در حالی که برخی دیگر برای متخصصان ارزش زیادی خواهند داشت. مانند دانشنامه اسلام بیشتر مقالات به شرح حال شخصیت‌های برجسته تاریخی، توصیف جغرافیایی مکان‌های مهم و مفاهیم اجتماعی-سیاسی، مذهبی یا سایر مفاهیم فنی می‌پردازند. با این حال، تعداد شگفت‌آوری از مقالات به موضوعات کلی‌تر می‌پردازند و خلاصه‌های گسترده‌ای از اطلاعاتی را ارائه می‌دهند که به سختی می‌توان از هر منبع واحد دیگری به دست آورد. مثال‌های تا به امروز شامل مقالات عالی در مورد «انسان‌شناسی»، «معماری»، «زره»، «ارتش»، «طالع‌بینی و نجوم»، «حمام‌ها»، «بازار»، «فرش‌ها»، «سرامیک»، «کودکان»، «سینما در ایران»، «نظام طبقاتی»، «پوشاک»، «سکه و سکه‌شناسی» و حتی «نظریه‌های توطئه» است. برخی از مقالات چند بخشی تقریباً به اندازه یک کتاب هستند و نشان دهنده بررسی‌های واقعی از آخرین وضعیت موضوعات خود هستند. در این زمینه مقالات مربوط به «هنر»، «ارمنستان»، «افغانستان»، «باستان‌شناسی»، «ابن سینا»، «آذربایجان»، «بلوچستان» و «آسیای مرکزی» قابل توجه هستند. علاوه بر این، می‌توان مقالات کوتاه متعددی را یافت که از دیدگاه ایرانی به موضوعاتی مانند گیاهان و جانوران، قوم‌نگاری، هنرها، علوم، فناوری یا فرهنگ عامه می‌پردازند. بسیاری از این مقالات کاملاً منحصر به فرد هستند و هیچ مشابهی در دانشنامه اسلام یا سایر آثار مرجع ندارند. نمونه‌های جالب ویژه شامل مقالات مربوط به «روابط انگلیس و ایران»، «روابط بیزانس و ایران»، «روابط چین و ایران»، «مطالعات گیاه‌شناسی»، «مرزها»، «انقلاب مشروطه» و «دربارها و درباریان» است. یکی دیگر از ویژگی‌هایی که برای متخصصان در فعالیت‌های تحقیقاتی آنها مفید خواهد بود، گنجاندن مقالات در مورد متون منفرد در دانشنامهٔ ایرانیکا است، از نوشته‌های باستانی مانند اوستا یا اعمال شهدای ایرانی گرفته تا رمان مدرن بوف کور. شرح حال ایران‌شناسان برجسته و تحلیل آثار آنها؛ و مقالات مرجع تخصصی، مانند مقالات مربوط به کتابشناسی‌ها و فهرست‌ها یا تقویم‌ها. از نظر پوشش، بنابراین می‌توان دانشنامهٔ ایرانیکا را واقعاً دایره‌المعارفی توصیف کرد. از برخی جهات شاید به‌طور مناسب‌تری با اثری مانند دانشنامه بزرگ شوروی نسبت به دانشنامه اسلام مقایسه شود.
علاوه بر وسعت و تعادل قابل توجه پوشش موضوعی و زمانی، دانشنامهٔ ایرانیکا نیز در حفظ بالاترین استانداردهای علمی علاوه بر گستردگی و تعادل قابل توجه در پوشش موضوعی و زمانی، دانشنامهٔ ایرانیکا در حفظ بالاترین استانداردهای علمی نیز بسیار موفق بوده است. به طوری که بسیاری از مقالات آن جامع‌ترین و معتبرترین بررسی‌های موجود در مورد موضوعات خود هستند و در عین حال، مقالات را برای افراد غیر متخصص نیز قابل دسترس، بدون ابهام، قابل فهم و مرتبط می‌سازند. علاوه بر این، از نظر نویسندگان مقالات نیز به طرز تحسین‌برانگیزی بین‌المللی بوده و شامل نوشته‌های بسیاری از پژوهشگران برجسته ایرانی است. حتی با وجود اینکه این امر مستلزم ترجمه آثار آنها به انگلیسی است.

## حامیان و ویراستاران
در سال ۱۳۴۷ به پیشنهاد یارشاطر و با بودجه ۲ میلیون دلاری سازمان برنامه و بودجهٔ ایران کار تدوین دانشنامهٔ ایرانیکا آغاز شد. پس از انقلاب ۱۳۵۷ بودجهٔ دانشنامه قطع شد و با تلاش‌های یارشاطر بنیاد ملی علوم انسانی آمریکا عهده‌دار هزینه‌های ایرانیکا شد. احسان یارشاطر برای تأمین هزینه‌های ایرانیکا بخشی از مجموعهٔ آثار تاریخی خود را به ارزش ۳ میلیون دلار آمریکا به فروش رساند که بعضی از این آثار اکنون در موزهٔ متروپولیتن نیویورک نگهداری می‌شوند.
احسان یارشاطر تا پایان سال ۲۰۱۷ میلادی سرویراستار ایرانیکا بود، و پس از او التون دانیل جانشین وی شد. از سال ۲۰۲۴ نیز تورج دریایی سرویراستار جدید این دانشنامه است. هیئت ویراستاران و بیش از ۴۰ ویراستار و ۱۶۵۰ پژوهنده، در تکمیل این دانشنامهٔ بزرگ مشارکت دارند.
دانشنامهٔ ایرانیکا در چهار سال آماده‌سازی اولیه توسط سازمان برنامه و بودجه از طریق کمک مالی به مؤسسه ترجمه و نشر کتاب (بنگاه ترجمه و نشر کتاب) پشتیبانی می‌شد. از زمان انقلاب ۱۳۵۷ (۱۹۷۹ میلادی) تا سال ۲۰۱۶ میلادی، بنیاد ملی علوم انسانی، یک آژانس فدرال مستقل آمریکایی، حمایت مالی ارائه کرد. از زمان تأسیس آن در سال ۱۹۹۰ بنیاد دانشنامهٔ ایرانیکا بیشترین بخش هزینه‌های عملیاتی دانشنامه را از طریق وجوه جمع‌آوری شده از ایرانیان خارج از کشور، سایر اهداکنندگان خصوصی و بنیادها تأمین کرده است.
واکنش منتقدان به دانشنامهٔ ایرانیکا بسیار مثبت بوده است. ستایش ویژه‌ای برای تنوع موضوعات گنجانده شده؛ برخورد متعادل با دوره‌های باستان، قرون وسطی و مدرن؛ کیفیت مقالات فردی؛ و ویرایش دقیق و مستندسازی گسترده منعکس شده در مقالات وجود داشته است. انتقادات عمدتاً بر حذف‌های اجتناب‌ناپذیر و خطاهای جزئی که در چنین اثر مرجع وسیعی رخ می‌دهند، متمرکز بوده است. تقریباً همه منتقدان موافقند که دانشنامهٔ ایرانیکا در تعریف هویت متمایز خود موفق بوده و اکنون معتبرترین و کاملاً ضروری‌ترین اثر مرجع در زمینه خود است.

## مجلدها

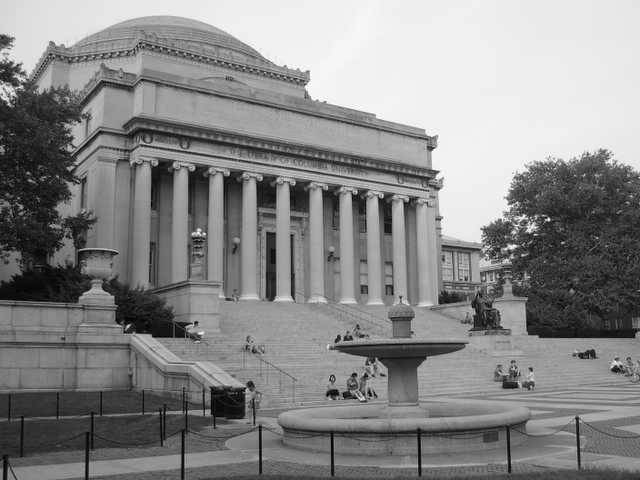
دانشگاه کلمبیا، نیویورک

نخستین دفتر از دانشنامه در سال ۱۹۸۲ میلادی منتشر شد و نخستین جلد آن شامل ۸ دفتر در سال ۱۹۸۵ انتشار یافت. ۱۶ جلد دانشنامهٔ ایرانیکا تا سال ۲۰۱۲ منتشر شد. ۵ جلدِ اولِ دانشنامه هرکدام دارای ۸ دفتر (به انگلیسی: fascicle) بودند، ولی از جلد ۶ به‌بعد، هر جلد دارای ۶ دفتر است که هر ۴ ماه یک دفتر و هر ۱۸ ماه یک جلد از دانشنامه انتشار می‌یابد. همهٔ مدخل‌های چاپ‌شده به‌صورت آنلاین از طریق وبگاه www.iranicaonline.org در دسترس‌اند و افزون بر آن، حدود ۹۰۰ مدخلِ چاپ‌نشده -که در جلدهای بعدیِ دانشنامه چاپ خواهند شد- نیز به‌صورت آنلاین قابل دریافت‌اند.
دانشنامهٔ ایرانیکا، با هدف بیشترین دسترسی برای خوانندگان در سطح جهانی، به زبان انگلیسی منتشر می‌شود و احتمالاً تا زمانی که دانشنامه به پایان حرف Z برسد، شمار جلدهای آن ۴۵ جلد خواهد بود.
| جدول مجلدات                                    | جدول مجلدات | جدول مجلدات      | جدول مجلدات      |
| حرف (آغاز و انجام مدخل‌ها)                      | سال انتشار  | شمارهٔ جلد (رومی) | شمارهٔ جلد (عددی) |
| ---------------------------------------------- | ----------- | ---------------- | ---------------- |
| ĀB – ANĀHID                                    | ۱۹۸۵        | I                | ۱                |
| ANĀMAKA – ĀṮĀR AL-WOZARĀʾ                      | ۱۹۸۷        | II               | ۲                |
| ĀTAŠ – BEYHAQI                                 | ۱۹۸۹        | III              | ۳                |
| BĀYJU – CARPETS                                | ۱۹۹۰        | IV               | ۴                |
| CARPETS – COFFEE                               | ۱۹۹۲        | V                | ۵                |
| COFFEEHOUSE – DĀRĀ                             | ۱۹۹۳        | VI               | ۶                |
| DĀRĀ(B) – EBN AL-AṮIR                          | ۱۹۹۶        | VII              | ۷                |
| EBN ʿAYYĀŠ – EʿTEŻĀD-AL-SALṬANA                | ۱۹۹۸        | VIII             | ۸                |
| ETHÉ – FISH                                    | ۱۹۹۹        | IX               | ۹                |
| FISHERIES – GINDAROS                           | ۲۰۰۱        | X                | ۱۰               |
| GIŌNI – HAREM I                                | ۲۰۰۳        | XI               | ۱۱               |
| HAREM I – ILLUMINATIONISM                      | ۲۰۰۴        | XII              | ۱۲               |
| ILLUMINATIONISM – ISFAHAN                      | ۲۰۰۶        | XIII             | ۱۳               |
| ISFAHAN IX – JOBBĀʾI                           | ۲۰۰۸        | XIV              | ۱۴               |
| KAŠḠARI, SAʿD-AL-DIN                           | ۲۰۱۱        | XV               | ۱۵               |
| KASHAN – KAŠŠI, ABU ʿAMR KASHAN–KEŠAʾI DIALECT | ۲۰۲۰        | XVI              | ۱۶               |

## دعوای حقوقی
در اوت ۲۰۱۹ دانشگاه کلمبیا در یک دعوای حقوقی در دادگاه فدرال خواهان آن شد که مالکیت حق تکثیر دانشنامهٔ ایرانیکا برای دانشگاه کلمبیا و نه برای بنیاد دانشنامهٔ ایرانیکا به رسمیت شناخته شود. بنیاد دانشنامهٔ ایرانیکا که توسط یارشاطر تأسیس شده بود، پس از مرگ او تلاش به اعمال حق مالکیت تکثیر خود بر این دانشنامه را کرد که با شکایت دانشگاه کلمبیا مواجه شد. این دانشگاه در شکایت خود ادعای این بنیاد نسبت به حق تکثیر ایرانیکا را دروغین خواند. بنیاد دانشنامهٔ ایرانیکا هم در سپتامبر ۲۰۱۹ شکایتی علیه التون دنیل رئیس مرکز ایرانشناسی احسان یارشاطر در دانشگاه کلمبیا و انتشارات بریل به دادگاه تقدیم کرد. این بنیاد دانشگاه را متهم به محروم کردن آن از دسترسی به اسناد و دارایی‌های آن در محدودهٔ این دانشگاه کرد.